# Phaonia iozen
Phaonia iozen este o specie de muște din genul Phaonia, familia Muscidae, descrisă de Shinonaga și Tadao Kano în anul 1971. Conform Catalogue of Life specia Phaonia iozen nu are subspecii cunoscute.